# Bioko
Bioko er en ø i Guineabugten og er en del af Ækvatorialguinea. Øen har 260.462 indbyggere og har et areal på 2.017 km2.
Bioko var under kolonitiden kendt som Fernando Póo og derefter nogle år som Masie Ngueme Biyogo-øen. Øen fik sit nuværende navn i 1979. Øens urbefolkning, Bubifolket, kalder øen Ochto. De fleste indbyggere bor i landets hovedstad, Malabo, der er hovedstad i Ækvatorialguinea. Den ligger på den nordlige del af øen som administrativt er inddelt i Bioko Norte og Bioko Sur. På Bioko ligger også det kendte Black Beach-fængsel.
Øen rummer også landets næststørste by Luba.
Øen er en del af Cameroun-linjen